# Absolute Helligkeit
Die absolute Helligkeit ist eine Hilfsgröße in der Astronomie und Astrophysik, um die tatsächliche Helligkeit (somit bei selbstleuchtenden Objekten die Leuchtkraft) von Himmelsobjekten im sichtbaren Licht vergleichen zu können.

## Definition
Die absolute Helligkeit unterscheidet sich von der scheinbaren Helligkeit, die man für ein Objekt von der Erde aus tatsächlich misst; letztere hängt zum einen von dessen Leuchtkraft (bei selbstleuchtenden Objekten wie Sternen) bzw. dessen Reflexionsvermögen (bei nicht selbstleuchtenden Objekten) und zum anderen von dessen Entfernung ab und wird bei Objekten außerhalb des Sonnensystems zusätzlich durch interstellare Materie beeinflusst.
Die absolute Helligkeit ist diejenige Helligkeit, die ein Beobachter aus einer einheitlichen Entfernung messen würde; diese ist wie folgt festgelegt:
- für selbstleuchtende Objekte: 10 Parsec (32,6 Lichtjahre). Bei Sternen, die weniger als 10 Parsec entfernt sind, ist die scheinbare Helligkeit daher größer (d. h. ihr Zahlenwert kleiner) als die absolute Helligkeit und umgekehrt.
- für reflektierende Objekte des Sonnensystems (Planeten, Kometen und Asteroiden): eine Astronomische Einheit (AE). Dabei wird angenommen, dass sich das Objekt 1 AE von der Sonne und zugleich 1 AE vom Beobachter entfernt befindet und in voller Opposition steht (also vom Ort der Sonne aus beobachtet wird).

## Einheit und Größenordnung
Absolute Helligkeiten werden wie scheinbare Helligkeiten in Magnituden (mag) angegeben. Dabei bedeutet ein kleinerer Zahlenwert jeweils größere Leuchtkraft.
Die hellsten Fixsterne erreichen absolute Helligkeiten von etwa −9 mag (300.000-fache Leuchtkraft der Sonne), die lichtschwächsten dagegen +17 mag (weniger als ein Zehntausendstel der Sonnenleuchtkraft).
Insbesondere in älteren Werken zur Astronomie findet man häufig die Schreibweise mit einem hochgestellten M über dem Dezimalkomma, beispielsweise {\displaystyle 3{\stackrel {\text{M}}{,}}0} bei einem Stern der dritten (absoluten) Größenklasse. Die Verwendung des Großbuchstabens verdeutlicht dabei, dass es sich um eine absolute Helligkeit handelt.

## Bolometrische Helligkeit
Die Bolometrische Helligkeit gibt die Helligkeit eines Sterns nicht nur im sichtbaren Licht, sondern im gesamten elektromagnetischen Spektrum an. Die hierfür erforderliche Korrektur hängt vom Empfindlichkeitsbereich des Messgerätes sowie vom Spektraltyp des betreffenden Objektes ab.
Die fotografische Helligkeit der Sonne (im sichtbaren Licht) beträgt {\displaystyle 5{\stackrel {\text{M}}{\text{,}}}16}, die bolometrische Helligkeit dagegen {\displaystyle 4{\stackrel {\text{M}}{\text{,}}}74}.

## Entfernungsmodul
Die Differenz zwischen scheinbarer Helligkeit m und absoluter Helligkeit M wird Entfernungsmodul genannt, denn sie steht in festem Zusammenhang zur Entfernung r. Aus der Festlegung der Helligkeitsstufen folgt:
{\displaystyle {\begin{aligned}{\frac {r}{10\,\mathrm {pc} }}&=10^{\frac {m-M}{5\,\mathrm {mag} }}\\\Leftrightarrow m-M&=5\,\mathrm {mag} \cdot \log _{10}\left({\frac {r}{10\,\mathrm {pc} }}\right)\end{aligned}}}
Gibt man die Entfernungsmaßzahl {\displaystyle r^{*}=r/\mathrm {pc} } als dimensionslose Zahl an, so lässt sich der Entfernungsmodul schreiben als:
{\displaystyle {\begin{aligned}m-M&=5\,\mathrm {mag} \cdot (\lg r^{*}-\lg 10)\\&=-5\,\mathrm {mag} +5\,\mathrm {mag} \cdot \lg r^{*}\end{aligned}}}
Aus der Definition der Parallaxensekunde folgt als Beziehung zwischen Entfernungsmaßzahl {\displaystyle r^{*}} und jährlicher Parallaxe π (als dimensionslose Zahl in Bogensekunden):
{\displaystyle r^{*}={\frac {1}{\pi }}}
Damit ergibt sich dann:
{\displaystyle {\begin{aligned}m-M&=-5\,\mathrm {mag} -5\,\mathrm {mag} \cdot \lg \pi \\&=-5\,\mathrm {mag} \cdot (1+\lg \pi )\\\Leftrightarrow \pi &=10^{{\frac {m-M}{-5\,\mathrm {mag} }}-1}\\\Leftrightarrow r^{*}&=10^{1-{\frac {m-M}{-5\,\mathrm {mag} }}}\end{aligned}}}
Mit Hilfe dieser für die Astronomie wichtigen Formel kann für Sterne, deren Leuchtkraft bekannt ist (z. B. Cepheiden oder Supernovae vom Typ Ia), der Abstand berechnet werden, die Leuchtkraftentfernung. Auf diese Weise konnte 1923 die Entfernung des Andromedanebels ermittelt werden.
Zum Teil beruht der Unterschied zwischen scheinbarer und absoluter Helligkeit zusätzlich auf der interstellaren Extinktion, d. h. der teilweisen Absorption der Strahlung durch interstellaren Staub. Dies ist durch einen zusätzlichen Term, den Extinktionsparameter {\displaystyle A}, in der Gleichung für den Helligkeitsunterschied zu berücksichtigen:
{\displaystyle m-M=5\,\mathrm {mag} \cdot (\lg \,r^{*}-1)+A}
| m – M | Entfernung | Entfernung | m – M | Entfernung | Entfernung | m – M | Entfernung | Entfernung | m – M | Entfernung | Entfernung | m – M | Entfernung | Entfernung |
| m – M | pc         | Lj.        | m – M | pc         | Lj.        | m – M | pc         | Lj.        | m – M | pc         | Lj.        | m – M | pc         | Lj.        |
| ----- | ---------- | ---------- | ----- | ---------- | ---------- | ----- | ---------- | ---------- | ----- | ---------- | ---------- | ----- | ---------- | ---------- |
| −5,0  | 1,000      | 3,262      | 0,0   | 10,00      | 32,62      | 5,0   | 100,0      | 326,2      | 10,0  | 1000       | 3262       | 15    | 10.000     | 32.620     |
| −4,5  | 1,259      | 4,106      | 0,5   | 12,59      | 41,06      | 5,5   | 125,9      | 410,6      | 10,5  | 1259       | 4106       | 20    | 100.000    | 326.200    |
| −4,0  | 1,585      | 5,169      | 1,0   | 15,85      | 51,69      | 6,0   | 158,5      | 516,9      | 11,0  | 1585       | 5169       | 25    | 1 Mio.     | 3,262 Mio. |
| −3,5  | 1,995      | 6,508      | 1,5   | 19,95      | 65,08      | 6,5   | 199,5      | 650,8      | 11,5  | 1995       | 6508       | 30    | 10 Mio.    | 32,62 Mio. |
| −3,0  | 2,552      | 8,193      | 2,0   | 25,52      | 81,93      | 7,0   | 255,2      | 819,3      | 12,0  | 2552       | 8193       | 35    | 100 Mio.   | 326,2 Mio. |
| −2,5  | 3,162      | 10,314     | 2,5   | 31,62      | 103,14     | 7,5   | 316,2      | 1031,4     | 12,5  | 3162       | 10314      | 40    | 1 Mrd.     | 3,262 Mrd. |
| −2,0  | 3,981      | 12,985     | 3,0   | 39,81      | 129,85     | 8,0   | 398,1      | 1298,5     | 13,0  | 3981       | 12985      |       |            |            |
| −1,5  | 5,012      | 16,347     | 3,5   | 50,12      | 163,47     | 8,5   | 501,2      | 1634,7     | 13,5  | 5012       | 16347      |       |            |            |
| −1,0  | 6,310      | 20,579     | 4,0   | 63,10      | 205,79     | 9,0   | 631,0      | 2057,9     | 14,0  | 6310       | 20579      |       |            |            |
| −0,5  | 7,943      | 25,908     | 4,5   | 79,43      | 259,08     | 9,5   | 794,3      | 2590,8     | 14,5  | 7943       | 25908      |       |            |            |

## Beispiele

### Selbstleuchtende Objekte (Sterne)
| Stern  | Scheinbare Helligkeit (m) | Absolute Helligkeit (M) | Entfernungs- modul (m – M) | Entfernung |
| ------ | ------------------------- | ----------------------- | -------------------------- | ---------- |
| Sonne  | −26,832 mag               | 0+4,84 mag              | −31,57                     | 1 AE       |
| Sirius | 0−1,46 mag                | 0+1,43 mag              | 0−2,89                     | 002,64 pc  |
| Wega   | 0+0,03 mag                | 0+0,58 mag              | 0−0,55                     | 007,75 pc  |
| Pollux | 0+1,15 mag                | 0+1,08 mag              | 0+0,07                     | 010,34 pc  |
| Spica  | 0+1,04 mag                | 0−3,51 mag              | 0+4,55                     | 081,30 pc  |
| Rigel  | 0+0,12 mag                | 0−6,78 mag              | 0+6,90                     | 240,00 pc  |
| Deneb  | 0+1,25 mag                | 0−7,24 mag              | 0+8,49                     | 499,00 pc  |

### Reflektierende Objekte des Sonnensystems
| Objekt    | (Maximale) Scheinbare Helligkeit (m)  | Absolute Helligkeit (H) | Entfernung zur Sonne |
| --------- | ------------------------------------- | ----------------------- | -------------------- |
| Venus     | −04,9 mag                             | −04,4 mag               | 0,7 AE               |
| Jupiter   | −02,9 mag                             | −09,4 mag               | 4,9 – 5,5 AE         |
| Eros      | +07,0 mag                             | +11,2 mag               | 1,1 – 1,8 AE         |
| Apophis   | < +15,0 mag (Jahr 2029 bis zu +3 mag) | +19,7 mag               | 0,75 – 1,1 AE        |
| Ceres     | +06,6 mag                             | +03,3 mag               | 2,6 – 3,0 AE         |
| Pluto     | +13,7 mag                             | −00,8 mag               | 30 – 49 AE           |
| Sedna     | +21,0 mag                             | +01,5 mag               | 76 – ≈900 AE         |
| 2018 VG18 | +24,6 mag                             | +03,3 mag               | aktuell 120 – 130 AE |